# 2018년 동계 올림픽 키르기스스탄 선수단
2018년 동계 올림픽 키르기스스탄 선수단은 대한민국 평창에서 개최될 2018년 동계 올림픽에 참가하는 올림픽 키르기스스탄 선수단이다. 이번이 통산 7번째 동계 올림픽 대회 참가이다.
2018년 1월 10일 키르기스스탄 국가대표팀 명단이 발표됐다. 남자선수 두 명으로 구성되며, 각각 알파인스키와 크로스컨트리 종목에 출전하게 된다.

## 참가 선수
다음은 각 종목별 참가 현황이다.
| 종목         | 남자 | 여자 | 총합 |
| ------------ | ---- | ---- | ---- |
| 알파인스키   | 1    | 0    | 1    |
| 크로스컨트리 | 1    | 0    | 1    |
| 총합         | 2    | 0    | 2    |

## 종목별 성적

### 알파인 스키
키르기스스탄에는 한 명의 선수가 배정됐으며 남자선수 에브게니 티모페프가 나설 예정이다. 티모페프 선수는 지난 대회에도 키르기스스탄 유일의 국가대표로 출전한 경력이 있으나 당시 부상으로 본경기에는 나가지 못하였다.
남자
- 에브게니 티모페프 (Evgeniy Timofeev)

### 크로스컨트리 스키
키르기스스탄에는 한 명의 선수가 배정됐으며, 남자선수 타리엘 자르킴바에프가 출전한다.
남자
- 타리엘 자르킴바에프 (Tariel Zharkymbaev)